# Kurkliai
Kurkliai (pol. Kurkle) – miasteczko na Litwie, w okręgu uciańskim, w rejonie oniksztyńskim, siedziba gminy Kurkliai; 474 mieszk. (2001); kościół, szkoła, urząd pocztowy.
Kurkle leżą na Auksztocie, nad Kurklą (lit. Kurklė), 14 km na południe od Onikszt.